# Xã Wise, Michigan
Xã Wise (tiếng Anh: Wise Township) là một xã thuộc quận Isabella, tiểu bang Michigan, Hoa Kỳ. Năm 2010, dân số của xã này là 1.397 người.